# 奠边东县
奠边东县（越南语：／）是越南奠边省下辖的一个县，面积1206.39平方公里，2017年总人口54380人。

## 地理
奠边东县北接芒安县，西接奠边县，西北接奠边府市，南接山罗省数及县，东接山罗省马江县和顺州县。

## 历史
1995年10月7日，奠边县以车容社、布尼社、那山社、呈初社、芒伦社、告仑社、泙江社、行离社、伦界社、肥如社10社析置奠边东县。
2003年11月26日，原莱州省分设为奠边省和新的莱州省；奠边东县划归奠边省管辖。
2005年6月6日，布尼社析置农尤社，泙江社析置布红社，行离社析置达营社，那山社析置奠边东市镇。

## 行政区划
奠边东县下辖1市镇13社，县莅奠边东市镇。
- 奠边东市镇（Thị trấn Điện Biên Đông）
- 呈初社（Xã Chiềng Sơ）
- 行离社（Xã Háng Lìa）
- 告仑社（Xã Keo Lôm）
- 伦界社（Xã Luân Giới）
- 芒伦社（Xã Mường Luân）
- 那山社（Xã Na Son）
- 农尤社（Xã Nong U）
- 肥如社（Xã Phì Nhừ）
- 泙江社（Xã Phình Giàng）
- 布红社（Xã Pú Hồng）
- 布尼社（Xã Pú Nhi）
- 达营社（Xã Tìa Dình）
- 车容社（Xã Xa Dung）